# Clube Recreativo Ataense
O Clube Recreativo Ataense  é um clube de futebol português, localizado na aldeia de Atães, vila  de Jovim, concelho de Gondomar, distrito do Porto. Atualmente joga no Campeonato Distrital da AF Porto. O clube foi fundado em 17 de Setembro de 1933 e o seu atual presidente é Marcelo Santos.
A equipa de futebol disputa os seus jogos caseiros no Estádio de Jovim. Conta com cerca de 1 000 lugares e um campo de 105×68m. O Clube Recreativo Ataense também usa como jogos em casa o Estádio Municipal de Valbom que tem capacidade para 3 000 lugares sentados.

## Classificações por época
| Época     | Nível | Divisão                | Classificação | Taça de Portugal | Taça da Liga |
| --------- | ----- | ---------------------- | ------------- | ---------------- | ------------ |
| 2012/2013 | 6     | 1ª Divisão da AF Porto | 12º           | Eliminatórias    |              |
| 2013/2014 | 6     | 1ª Divisão da AF Porto | 7º            | Eliminatórias    |              |
| 2014/2015 | 6     | 1ª Divisão da AF Porto | 7º            | -                |              |
| 2015/2016 | 4     | 1° Divisão da AF Porto | a decorrer    | -                |              |

Legenda das cores na pirâmide do futebol português
     1º nível (1ª Divisão / 1ª Liga) 
     2º nível (até 1989/90 como 2ª Divisão Nacional, dividido por zonas, em 1990/91 foi criada a 2ª Liga) 
     3º nível (até 1989/90 como 3ª Divisão Nacional, depois de 1989/90 como 2ª Divisão B/Nacional de Seniores/Campeonato de Portugal)
     4º nível (entre 1989/90 e 2012/2013 como 3ª Divisão, entre 1947/48 e 1989/90 e após 2013/14 como 1ª Divisão Distrital) 
     5º nível
     6º nível
     7º nível
Notas
- em 2013/14 acabou IIIª Divisão e a primeira competição distrital passou a nível 4

## Ligações Externas
- AF Porto

1. ↑  «C.R. Ataense». FPF. Consultado em 16 de abril de 2025
2. ↑  admin (10 de fevereiro de 2022). «Ataense - AFPorto». Consultado em 16 de abril de 2025
3. ↑  Futebol 365. «Clube Recreativo Ataense». Futebol 365. Consultado em 16 de abril de 2025